# Kalachi
Kalachi (kasachisch Калачи, russisch Калачи) ist eine Siedlung im Bezirk Jessil in Kasachstan.

## Geografische Lage
Die Siedlung befindet sich im Gebiet Aqmola und grenzt an die Stadt Krasnogor.

## Bevölkerung
Kalachi hat knapp 600 Einwohner (2015).

## Geschichte
Der Ort wurde unweit eines Uranvorkommens gegründet. Überregional Bekanntheit erlangte Kalachi wegen des seit 2013 gehäuften Auftretens eines Schlafsyndroms von zunächst unbekannter Ursache. Forscher vermuten als Ursache eine stillgelegte Uranmine, aus der giftige Gase (u. a. Kohlenstoffmonoxid und Radon) austreten. Die Siedlung soll komplett evakuiert und die Bewohner umgesiedelt werden.